# Eric de Burgh
Sir Eric de Burgh, britanski general, * 1881, † 1973.